# Stena Jutlandica (Schiff, 1973)
Die Stena Jutlandica war ein 1973 in Dienst gestelltes Fährschiff der schwedischen Stena Line. Sie blieb für die Reederei bis 1982 im Einsatz und fuhr danach bis 1997 als Jutlandica und Bluenose in kanadischen Gewässern. Seine letzten Dienstjahre verbrachte das Schiff als Euroferrys Atlantica im Mittelmeer. 2010 ging es zum Abbruch ins indische Alang.

## Geschichte
Die Stena Jutlandica entstand unter der Baunummer 162 in der Werft von Brodogradiliste Jozo Lozovina Mosor in Trogir und lief am 29. Mai 1972 vom Stapel. Nach der Ablieferung an die Stena Line am 24. Mai 1973 nahm sie am 9. Juni 1973 den Fährbetrieb von Göteborg nach Frederikshavn auf. Ihr jüngeres Schwesterschiff war die 1974 in Dienst gestellte Stena Nordica.
Am 14. April 1976 lief die Stena Jutlandica während einer Überfahrt von Frederikshavn nach Göteborg auf Grund. Die Passagiere mussten auf die Fähre Prinsessan Desirée evakuiert werden. Im August desselben Jahres kollidierte sie zudem mit dem RoRo-Schiff Tor Gothia. Ebenfalls 1976 wurde das Schiff umgebaut und hierbei mit einem zusätzlichen Fahrzeugdeck ausgestattet, was ihre Kapazität um 100 PKW erhöhte. Im Januar 1977 kehrte die Fähre wieder in den Dienst zurück.
Im Juni 1982 wurde die Stena Jutlandica unter dem verkürzten Namen Jutlandica an die Canadian National Railway verchartert und fortan auf der Strecke von North Sydney nach Channel-Port aux Basques eingesetzt. Im Mai 1983 ging das Schiff schließlich in den Besitz von Canadian National Railway und erhielt den Namen Bluenose. Im selben Monat wechselte es auf die Strecke von Yarmouth nach Bar Harbor.
Am 16. August 1996 erlitt die Bluenose einen Maschinenschaden. Sie kehrte zwar wieder in den Dienst zurück, wurde aber nur wenige Monate später im Januar 1997 aufgelegt. Ein neuer Betreiber fand sich im April 1997 mit der Reederei Bay Ferries, die das Schiff noch bis Dezember 1997 auf derselben Route einsetzten. Danach lag die Fähre wieder auf und erhielt im August 1998 den Namen Hull 309.
Im März 1999 wurde die Hull 309 an die spanische Reederei Euroferrys verkauft, nach Spanien überführt und im Juli 1999 als Euroferrys Atlantica zwischen Algeciras und Tanger in Dienst gestellt. Ab August 2010 fuhr sie kurzzeitig zwischen Almería und  Nador, ehe sie am 8. September 2010 endgültig ausgemustert wurde. Im Oktober 2010 ging das Schiff als Ace II an eine Abbruchwerft im indischen Alang (einige Quellen nennen fälschlicherweise das türkische Aliağa), wo es am 22. Dezember eintraf.